# Indosinia
Indosinia é um género botânico pertencente à família Ochnaceae.
1. ↑  «Indosinia — World Flora Online». www.worldfloraonline.org. Consultado em 19 de agosto de 2020